# Prete
Prete (do grego antigo "πρεσβύτερος" de "πρέσβυς", "ancião") é um apelido de família da onomástica da língua italiana. Sua origem denota função e títulos religiosos cristãos.
Este sobrenome possui bastantes variantes, tais como: Preti, Dal Prete, Del Prete, De Predis, Lo Presti, Lo Prete, Previti, Privitera, Proviteri, Prette etc.